# Діаманти для диктатури пролетаріату
«Діаманти для диктатури пролетаріату» (рос. «Бриллианты для диктатуры пролетариата») — радянський художній фільм. Виробництво кіностудії «Таллінфільм» 1975 року сценарієм однойменного роману  Юліана Семенова. Частина епопеї Юліана Семенова про розвідника Ісаєва — Штірліца.

## Сюжет
1921 рік. Чекіст Гліб Бокій отримав з Талліна шифровку про те, що в Росії існує організація, що займається розкраданням коштовностей з Гохрана і нелегально переправляє їх через Прибалтику в Лондон і Париж. Розслідування справи доручають молодому співробітнику ВЧК Всеволоду Владимирову.

## У ролях
- Володимир Івашов —  Всеволод Володимирович Владимиров, він же   Максим Максимович Ісаєв
- Олександр Кайдановський —  Віктор Віталійович Воронцов
- Катерина Васильєва —  Анна Вікторівна
- Тетяна Самойлова —  Марія Миколаївна Оленецька, шіфрувальниця
- Маргарита Терехова —  Віра, колишня дружина Воронцова
- Едіта П'єха —  Ліда Боссе  (озвучує  Світлана Світлична)
- Микола Волков-мол. —  Леонід Іванович Нікандров, літератор
- Микола Волков-ст. —  Володимир Олександрович, батько Владимирова
- Олександр Пороховщиков —  Осип Шелехес
- Армен Джигарханян —  Роман (Федір Шелехес)
- Аркадій Гашинський —  Яків Шелехес
- Сергій Жирнов —  Гліб Іванович Бокій
- Лев Дуров —  Микола Макарович Пожамчі
- Мікк Міківер —  Артур Янович Неуманн, шеф політичної розвідки Естонії
- Володимир Осенєв —  Стопанський
- Альгімантас Масюліс —  Отто Васильович Нолмар, резидент німецької розвідки
- Антс Ескола —  Хейно Маршан
- Хейно Мандрі —  Карл Енновіч Юрла
- Юрій Катін-Ярцев —  Крутов
- Анатолій Подшивалов —  Володя Будніков
- Расмі Джабраїлов —  Тарикін
- Георгій Светлані —  дідок
- Дмитро Орловський —  Карпов
- Леонхард Мерзін —  Огюст
- Арво Пярт —  тапер в ресторані  (в титрах не вказаний)